# Looking Up (Autopilot Off)
Looking Up è il primo album del gruppo pop punk/emo statunitense Autopilot Off, pubblicato nel 1999 dalla Fastmusic Records. Si tratta dell'unica pubblicazione della band con questa etichetta prima di passare alla Island Records.
L'album fu pubblicato con il vecchio nome Cooter, e ripubblicato solo in seguito con il nome Autopilot Off.

## Tracce
1. Missing the Innocence – 2:47
2. Full House – 3:39
3. Looking Up – 2:23
4. Bite My Nails – 2:24
5. Dawn to Dusk – 2:56
6. Underrated – 3:16
7. Walk on Water – 3:34
8. Friday Mourning – 3:01
9. Pivot – 2:05
10. Something For Everyone – 3:30
11. Pin the Tail on The Donkey – 3:27
12. Sleeptight – 3:19

## Crediti[3]
- Chris Johnson - voce e chitarra
- Chris Hughes - chitarra
- Rob Kucharek - basso
- Phil Robinson - batteria
- Autopilot Off - produttore
- Jeff DaBella - produttore, ingegneria del suono
- Alex Perialas - mastering